# Celso Bernardi
Celso Bernardi (Augusto Pestana, 25 de abril de 1943) é um advogado e  político brasileiro.
É formado pela Faculdade de Direito de Santo Ângelo, onde iniciou carreira política. Filiado ao PDS e seus partidos sucessores (PPR, PPB e PP) desde 1980, foi deputado estadual entre 1987 e 1991 e deputado federal entre 1991 e 1995. Foi candidato a governador do Rio Grande do Sul em 1994 (terceiro lugar, com 393 mil votos) e em 2002 (quarto lugar, com 367 mil votos).
É o atual presidente do Partido Progressista (PP) no Rio Grande do Sul.